# フィル・ペリー
フィル・ペリー（Phil Perry, 1952年1月12日 - ）はアメリカのソウル/R&Bの歌手。

## バイオグラフィ
イーストセントルイス出身のヴォーカル・グループ、モントクレアーズの元メンバー。1971年より所属、翌年にポーラ・レコードより録音するが、1975年にレーベルを離れ、グループは解散した。1980年にリチャード・サンリンとデュオを組むが、彼等のシングルは成功にはならなかった。彼等はソングライターやフリーランスのプロデューサーとして活動を続けた。
ペリー&サンリンの消滅後、L.Aでセッション活動開始。その時にギタリストのリー・リトナーのグループに参加、デイヴ・グルーシン、デイヴ・コーズ等フュージョン界のミュージシャンとのセッションも多く、地道ながらもセッション・ヴォーカリストとして活動の場を広げる。
1991年にキャピトルよりThe Heart of the Manでソロデビュー。収録曲「コール・ミー」はアレサ・フランクリンのカヴァーで、『ビルボード』のR&Bシングル・チャートで首位獲得。ヒット曲を放ったものの、レーベルから契約を打ち切られる。GRPからPure Pleasure（1994年）を発表。1997年にはウィル・ダウニング、ジェラルド・アルブライトと共にRhythm of Loveツアーをしていた。プライベート・ミュージックからOne Heart One Love（1998年）とMy Book of Love（2000年）を、ピークから、Magicを発表。2006年発表のClassic Love Songs以降はシャナキーに所属している。

## ディスコグラフィ
| titles                        | year | labels        |  |
| ----------------------------- | ---- | ------------- |  |
| The Heart of the Man          | 1991 | Capitol       |  |
| Pure Pleasure                 | 1994 | GRP/MCA       |  |
| One Heart, One Love           | 1998 | Private Music |  |
| My Book of Love               | 2000 | Private Music |  |
| Magic                         | 2001 | Peak          |  |
| Classic Love Songs            | 2006 | Shanachie     |  |
| A Mighty Love                 | 2007 | Shanachie     |  |
| Ready for Love                | 2008 | Shanachie     |  |
| Gift of Love with Melba Moore | 2009 | Shanachie     |  |
| Say Yes                       | 2013 | Shanachie     |  |
| A Better Man                  | 2015 | Shanachie     |  |
| Breathless                    | 2017 | Shanachie     |  |